# Johann von Kospoth
Johann von Kospoth (* 15. September 1601; † 20. Oktober 1665 in Königsberg) war preußischer Oberregimentsrat und Kanzler.

## Leben

### Herkunft
Johann war Angehöriger des Adelsgeschlecht von Kospoth. Seine Eltern waren Johann von Kospoth, Erbherr auf Lutten, Litschen, Paulsdorf, und Anna Elisabeth von Lehwald.

### Werdegang
Kospoth trat nach Studien an verschiedenen Akademien und einer sich anschließenden Grand Tour durch mehrere europäische Staaten in den Dienst des brandenburgischen Kurfürsten Georg Wilhelm. Mit diesem ist er auch nach Königsberg gelangt, wo er sein Wirkungsfeld entfalten durfte. Zunächst war er 1630 Hauptmann in Marienwerder, dann 1633 deklarierter Vogt in Fischhausen, später auch Hauptmann in Labiau und preußischer Landrat. Später stieg er zum Oberrat auf. 1641, mittlerweile im Dienst des Großen Kurfürsten stehend, wurde er wegen der preußischen Lehnsangelegenheit zum polnischen König nach Warschau gesandt. Am 29. Juni 1655 wurde Kospoth Präsident des Tribunals und Lehnsdirektor in Preußen. Seit 1663 war er preußischer Kanzler.
Kospoth war Erbherr auf Litschen, Paulsdorf, Bauten und Brandau.
Das von Johann Christoph Döbel gefertigte Grabdenkmal Kospoths befindet sich im Königsberger Dom.

### Familie
Kospoth vermählte sich 1633 mit Anna Margarethe von Wallwitz (1617–1682). Von den 14 Kindern dieser Ehe erreichten nachstehende sieben das Erwachsenenalter.
- Johann Wilhelm († vor 1682), Hof- und Gerichtsrat
- Georg Friedrich († vor 1682), Kammerjunker
- Luisa Charlotte

⚭ I. Johann von Manteuffel Szoege
⚭ II. Andreas von Kreutzen
- Helena Dorothea († 1687) ⚭ Georg Karl Konopacki
- Carharina Sophia

⚭ I. Dietrich von Lesgewang
⚭ II. Otto Wilhelm von Perband
- Maria Sibilla

⚭ I. Baron Fromhold von Lüdinghausen Wolff (1846–1683), 1679 Stallmeister von Polnisch Livland
⚭ II. Charles de Candal, preußischer Oberst
- Juliana Christina

⚭ I. Johann Friedrich von Rappe, polnischer Starost
⚭ II. 1697 Wolfgang Christoph von Schlieben († 1709), preußischer Oberstleutnant